# Concerto grosso opus 3 no 4 de Haendel
 (juin 2023).
Si vous disposez d'ouvrages ou d'articles de référence ou si vous connaissez des sites web de qualité traitant du thème abordé ici, merci de compléter l'article en donnant les références utiles à sa vérifiabilité et en les liant à la section « Notes et références ».
Pour les articles homonymes, voir Concerto grosso (homonymie).
Le Concerto grosso opus 3 no 4 en fa majeur HWV 315 est un concerto grosso de Georg Friedrich Haendel. Il est admis que ce concerto n'est pas une composition originale mais un montage de pièces déjà écrites par Haendel.

## Analyse de l'œuvre
1. Andante - Allegro
2. Andante
3. Allegro

## Instrumentation
- deux hautbois, un basson, cordes, continuo.